# Valeria oleagina
Valeria oleagina är en fjärilsart som beskrevs av Ignaz Schiffermüller 1776. Valeria oleagina ingår i släktet Valeria och familjen nattflyn. Inga underarter finns listade i Catalogue of Life.

## Bildgalleri

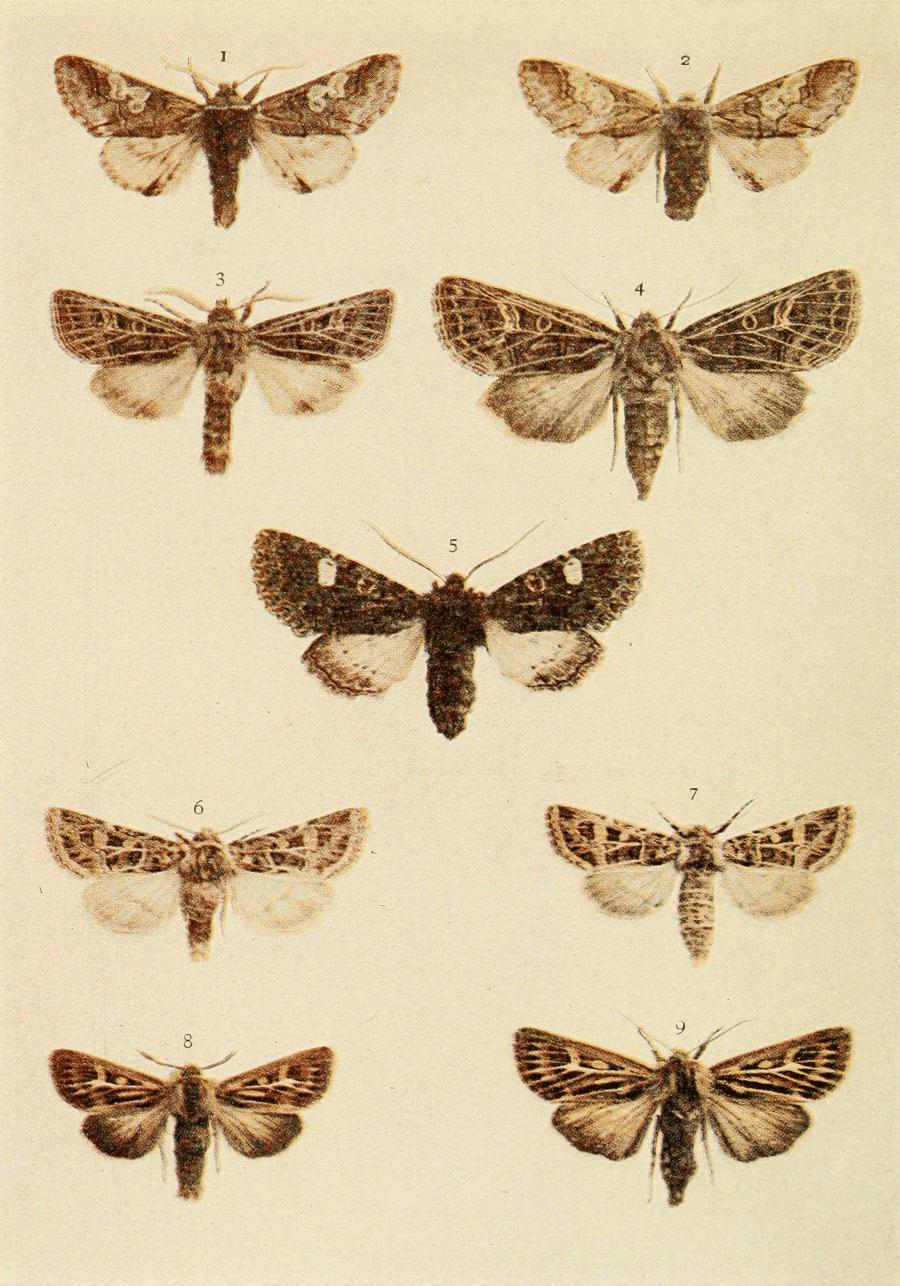